# COVID-19-Pandemie in Liechtenstein

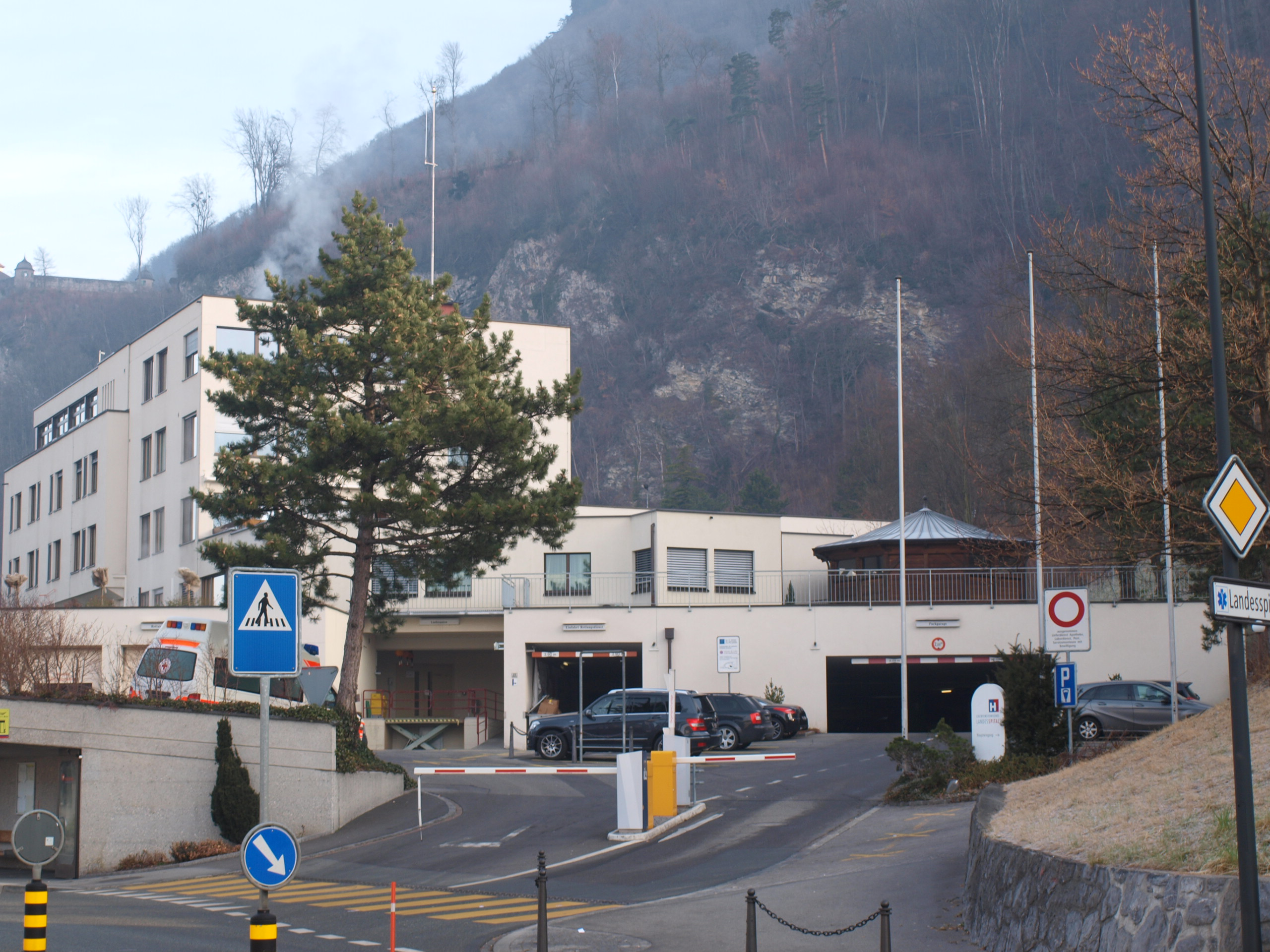
Liechtensteinisches Landesspital, das beim Umgang mit dem Coronavirus in Liechtenstein laut Regierung und Krisenstab eine Schlüsselrolle einnimmt

Die COVID-19-Pandemie in Liechtenstein tritt als regionales Teilgeschehen des weltweiten Ausbruchs der Atemwegserkrankung COVID-19 auf und beruht auf Infektionen mit dem Ende 2019 neu aufgetretenen Virus SARS-CoV-2 aus der Familie der Coronaviren. Die COVID-19-Pandemie breitet sich seit Dezember 2019 von China ausgehend aus. Ab dem 11. März 2020 stufte die Weltgesundheitsorganisation (WHO) das Ausbruchsgeschehen des neuartigen Coronavirus als Pandemie ein.
Das Liechtensteinische Landesspital richtete für Verdachtsfälle ein Beratungstelefon ein. Die bisherigen Rufnummern des Landesspitals sowie des liechtensteinischen Schulamtes im Ministerium für Inneres, Bildung und Umwelt und des Amtes für Volkswirtschaft im Ministerium für Infrastruktur, Wirtschaft und Sport blieben daneben bestehen.
Anfang März 2020 gab es in Liechtenstein den ersten positiv getesteten Fall einer Infektion.
Bereits am 16. März 2020 wurden seitens der Regierung des Fürstentums Liechtenstein beträchtliche Einschränkungen des sozialen Lebens in Liechtenstein verhängt oder angekündigt, beispielsweise restriktive Veranstaltungsregeln und Verbote für Unterhaltungs- und Freizeitbetriebe, um die Ausbreitung des Corona-Virus im Land zu verlangsamen. Am 17. März (generelles Veranstaltungsverbot und weitere Schliessungen) und am 20. März (weitere Reduktion der Sozialkontakte) wurden die Massnahmen von der Regierung nochmals verschärft.
Die FMA Finanzmarktaufsicht Liechtenstein rechnete bereits Ende März 2020, unabhängig von den ergriffenen Massnahmen der Regierung, mit einer Rezession in Liechtenstein und der Weltwirtschaft. Wie schlimm diese Rezession ausfalle, könne man kaum prognostizieren. Laut der FMA werde aber eine grössere Rezession auch in Liechtenstein nicht zu verhindern sein. Die Corona-Krise gefährde dadurch auch in Liechtenstein Arbeitsplätze und Unternehmen (siehe auch: Wirtschaftskrise 2020).

## Verlauf in Liechtenstein

### Berichterstattung
Die Regierung von Liechtenstein berichtet über das Amt für Gesundheit im Ministerium für Gesellschaft seit dem 11. Februar 2020 in den Medienmitteilungen der Regierung über die Situation im Land. Über die Medienmitteilungen werden neben Anordnungen, Gesetzesänderungen und sonstigen Massnahmen auch Fallzahlen von Infizierten und den bisher durchgeführten Tests in Liechtenstein genannt.
Die COVID-19-Verdachtsfälle werden beim Liechtensteiner Landesspital getestet und die Zahl der betroffenen Fälle über die Medienmitteilungen der Regierung veröffentlicht sowie dem Bundesamt für Gesundheit (BAG) in der Schweiz übermittelt. Daneben berichten auch die Weltgesundheitsorganisation (WHO) in täglichen situation reports (Situationsberichten) oder die Johns Hopkins University über das Center for Systems Science and Engineering (CSSE) von den Fallzahlen in Liechtenstein.

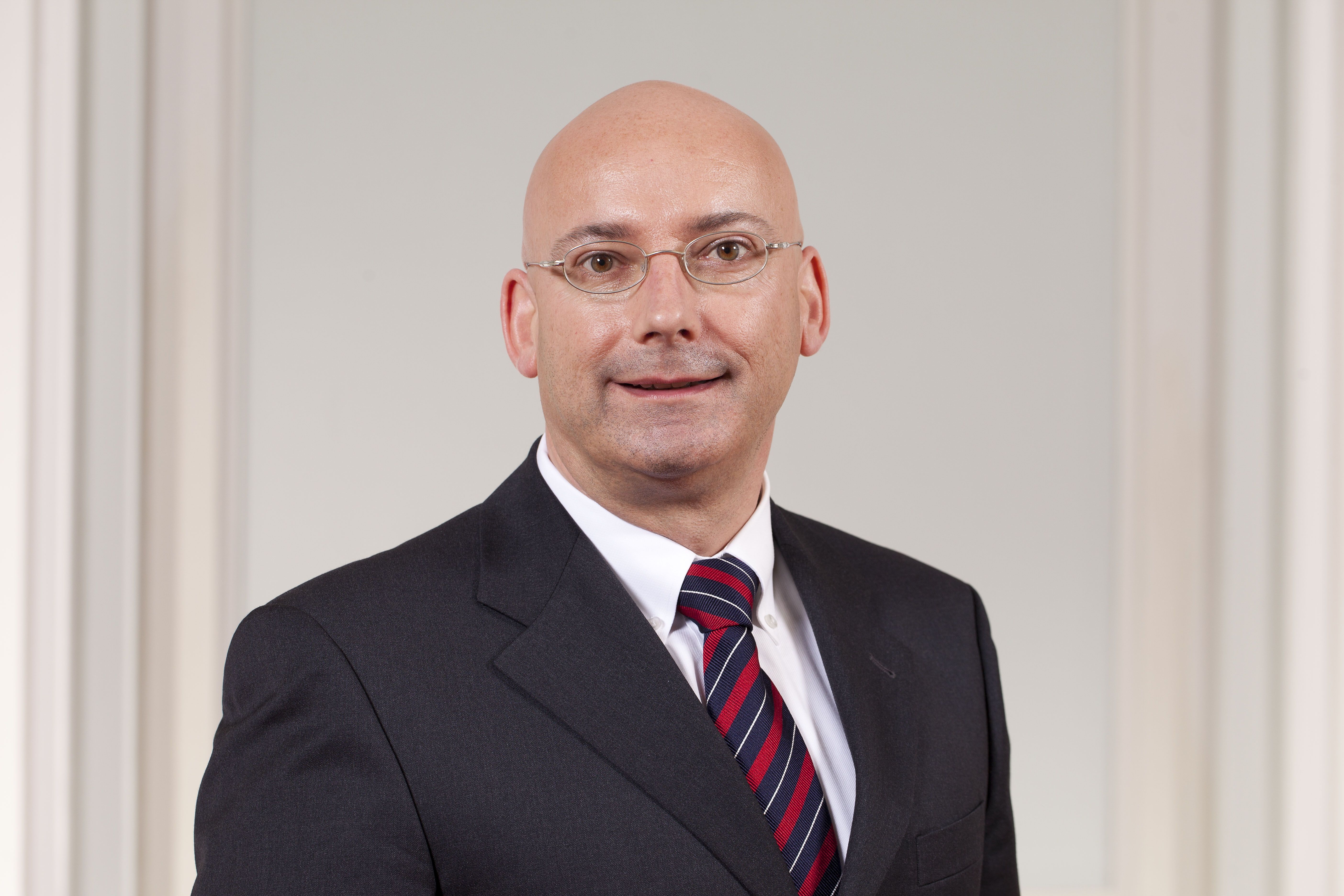
Mauro Pedrazzini, zuständiger Regierungsrat für das liechtensteinische Amt für Gesundheit im Ministerium für Gesellschaft, leitet seit dem 11. Februar 2020 den Stab «neues Coronavirus 2019‐nCoV» in Liechtenstein

### Februar 2020
Im Februar 2020 bereitete sich das Land intensiv auf mögliche Corona-Fälle vor, nachdem die sich das Virus bereits weltweit auszubreiten begann. Diesbezüglich richtete die Regierung von Liechtenstein am 11. Februar 2020 einen Stab «neues Coronavirus 2019‐nCoV» ein, der unter dem Vorsitz des Regierungsrats Mauro Pedrazzini die Entwicklungen rund um das neue Coronavirus beobachtet und notwendige Massnahmen für Liechtenstein koordiniert. Am 26. Februar 2020 gab die Regierung in Liechtenstein bekannt, dass sich das Land bereits umfassend auf mögliche Coronavirus-Fälle vorbereite, obwohl es bislang noch keine bestätigten Verdachtsmeldungen aus Liechtenstein gäbe. Am 27. Februar teilte die Regierung mit, dass die beiden ersten Verdachtsfälle in Liechtenstein negativ getestet wurden. Darüber hinaus wurde die Bevölkerung auf verschiedene Informationsseiten zum neuartigen Coronavirus aufmerksam gemacht.

### März 2020

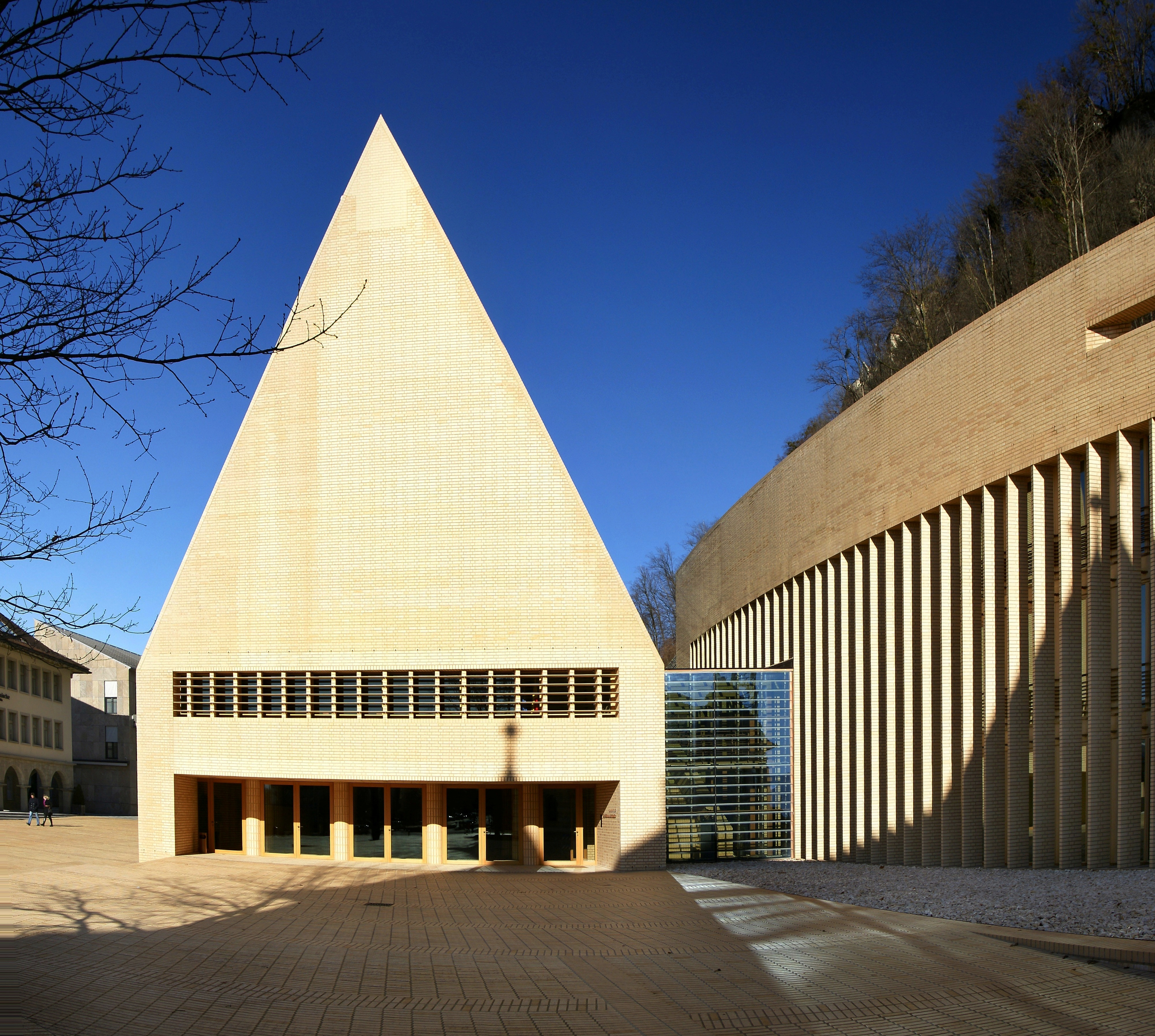
Der Landtag des Fürstentums Liechtenstein genehmigte am 20. März 2020 in einem Sonderlandtag die am Vortag von der Regierung beschlossenen Hilfsmassnahmen einstimmig

Die ersten Corona-Fälle traten in Liechtenstein im März 2020 auf. Am 3. März 2020 gab es in Liechtenstein den ersten positiv getesteten Fall. Der erkrankte Mann hatte im Ausland Kontakt mit einer infizierten Person, er kam daher als Verdachtsfall ins Landesspital und wurde positiv auf das Coronavirus getestet. Derzeit wird er im staatlichen Krankenhaus isoliert. Am 4. März 2020 gab es in Liechtenstein bislang 16 Verdachtsfälle und 15 negative Befunde. Am 10. März 2020 wurden in Liechtenstein bisher 37 Verdachtsfälle untersucht. Für 32 Personen lag ein negativer labormedizinischer Befund vor. Diese Personen konnten nach Hause entlassen werden. Die Laborresultate für vier weitere Verdachtsfälle standen noch aus. Diese Personen blieben im Liechtensteiner Landesspital isoliert. Am 11. März 2020 gab es drei Infektionen in Liechtenstein. Bislang wurden 50 Verdachtsfälle untersucht. Am 12. März 2020 wurde ein weiterer positiv getesteter Fall in Liechtenstein bekannt. Am 13. März 2020 wurde eine weitere Person positiv getestet. Die Zahl der nachgewiesenen Fälle stieg damit auf fünf infizierte Personen. Am 14. März 2020 waren insgesamt sieben Infektionen in Liechtenstein bestätigt. Bislang wurden 99 Verdachtsfälle untersucht. Die Regierung von Liechtenstein wies am 14. März darauf hin, dass Rückkehrer aus Skigebieten besonders vorsichtig sein sollten. Am 15. März wurden in Liechtenstein bislang sieben Infektionen von der Regierung bestätigt und eine Verschärfung der Massnahmen für den nächsten Tag angekündigt. Am 16. März wurden von der WHO sieben Infizierte in Liechtenstein bestätigt. Bis zum 17. März wurden in Liechtenstein bislang insgesamt 19 Personen positiv auf das Coronavirus getestet.
 Am 18. März war die Zahl der Infizierten in Liechtenstein laut Regierung auf 28 Personen gestiegen. Darüber hinaus gab die Regierung bekannt, im Zusammenhang mit dem Corona-Virus mehrere Kundentelefone eingerichtet zu haben. Die Regierung beschloss am 19. März ein umfassendes Massnahmenpaket mit zahlreichen Hilfsangeboten für die in der Corona-Krise betroffenen Bürger und Unternehmer des Landes. Am 20. März stieg die Zahl der Infizierten auf 37 in Liechtenstein wohnhafte Personen. Die Sozialkontakte wurden von der Regierung von Liechtenstein noch am selben Tag auf Versammlungen von maximal fünf Personen beschränkt. Ein Sonderlandtag genehmigte das am Vortag von der Regierung beschlossene Massnahmenpaket einstimmig. Am 21. März 2020 teilte die Liechtensteiner Landespolizei auf Anfrage des Liechtensteiner Vaterlands mit, dass aktuell drei Polizeibeamte positiv auf das Coronavirus getestet wurden. Alle befänden sich in Quarantäne. Bis zum 21. März wurden insgesamt 44 Personen, die in Liechtenstein wohnhaft sind, positiv auf das Coronavirus getestet. Am 22. März 2020 wurden bislang 46 positiv getestete Coronafälle aus Liechtenstein gemeldet. Im Vergleich zum Vortag kamen zwei neue Infizierte hinzu. Am 23. März 2020 wurden bislang 51 positiv getestete Coronafälle aus Liechtenstein gemeldet. Im Vergleich zum Vortag kamen fünf neu Infizierte hinzu. Die Regierung gab zudem bekannt, die Anzahl der Krankenhausbetten in Liechtenstein erhöhen zu wollen und eine neue Testanlage aufzubauen. Bis zum 23. März wurden 750 Personen in Liechtenstein auf SARS-CoV-2 getestet. Am 24. März 2020 kamen keine neuen Fälle hinzu und die Fallzahl blieb bei 51 positiv getesteten Personen. Am 25. März 2020 wurden bislang insgesamt 53 Personen, die in Liechtenstein wohnhaft sind, positiv auf das Coronavirus getestet. Am 26. März 2020 wurden bislang 56 positiv getestete Coronafälle aus Liechtenstein gemeldet. Im Vergleich zum Vortag kamen drei neue Infizierte hinzu. Am 28. März 2020 wurden bislang 61 positiv getestete Coronafälle aus Liechtenstein gemeldet. Im Vergleich zum Vortag kam ein neuer Infizierter hinzu.

### Weiterer Verlauf
Bis zum 1. April 2020 wurden insgesamt 72 in Liechtenstein wohnhafte Personen positiv auf SARS-CoV-2 getestet. Bis Ende April kamen zehn weitere Fälle hinzu.
Anfang Mai pendelte sich die Zahl der Personen mit einem positiven Test auf SARS-CoV-2 bei 82 Personen ein und es gab über mehrere Tage hinweg keine gemeldeten neuen Fälle. Unter den 82 Personen befanden sich 38 Frauen und 44 Männer. Das Durchschnittsalter betrug im Median 45 Jahre. Diese Personen verteilten sich auf alle elf Gemeinden Liechtensteins. Mitte Mai 2020 wurden schrittweise Lockerungen der bestehenden Verbote und Ausgangsbeschränkungen eingeführt. Von Ende April bis Ende Mai wurden keine neuen Fälle in Liechtenstein verzeichnet.
Am 25. Dezember 2020 überstieg die 14-Tage-Inzidenz 1'000 pro 100'000 Einwohner.
Die Impfstrategie mit Startdatum 18. Januar 2021 sieht vor, bis zum Ende des ersten Quartals Risikogruppen zu impfen und ab dem zweiten den Rest der Bevölkerung.

## Statistik

### Positive Testergebnisse
Die Regierung von Liechtenstein berichtet auf ihrer Webseite in Medienmitteilungen der Regierung über die Fallzahlen im Land, die an das BAG gemeldet werden. In der folgenden Grafik werden die an die WHO übermittelten Daten dargestellt:

Bestätigte Infizierte nach Daten der WHO. Oben kumuliert, unten Tageswerte. Liechtenstein hat rund 40.000 Einwohner

### Todesfälle
Am 4. April 2020 wurde der erste Todesfall im Zusammenhang mit COVID-19 in Liechtenstein gemeldet.

COVID-19-bedingte Todesfälle in Liechtenstein nach Daten der WHO

### Durchgeführte Tests
| Datum    | Testungen aufsummiert nach Mitteilungen der Regierung | Tests pro 10.000 Einwohner | Positive Testergebnisse (kumulierte Infektionsfälle zu diesem Zeitpunkt) |
| -------- | ----------------------------------------------------- | -------------------------- | ------------------------------------------------------------------------ |
| 27. Feb. | 2                                                     | 0,52                       | 0                                                                        |
| 28. Feb. | 5                                                     | 1,29                       | 0                                                                        |
| 2. März  | 8                                                     | 2,07                       | 0                                                                        |
| 3. März  | 14                                                    | 3,62                       | 1                                                                        |
| 4. März  | 16                                                    | 4,14                       | 1                                                                        |
| 5. März  | 18                                                    | 4,66                       | 1                                                                        |
| 6. März  | 22                                                    | 5,69                       | 1                                                                        |
| 9. März  | 24                                                    | 6,21                       | 1                                                                        |
| 10. März | 37                                                    | 9,57                       | 1                                                                        |
| 11. März | 50                                                    | 12,94                      | 3                                                                        |
| 12. März | 57                                                    | 14,75                      | 4                                                                        |
| 14. März | 99                                                    | 25,61                      | 7                                                                        |
| 23. März | 750                                                   | 194,05                     | 51                                                                       |
| 26. März | ~900                                                  | 232,86                     | 56                                                                       |

Die ersten beiden PCR-Tests auf SARS-CoV-2 wurden im Liechtenstein am 27. Februar 2020 durchgeführt und ergaben negative Befunde. Bis zum 26. März 2020 wurden bislang etwa 900 Tests bei COVID-19-Verdachtsfällen durchgeführt.

### Entwicklung der Epidemie in Liechtenstein
Die Epidemie entwickelte sich in Liechtenstein in den Anfangsmonaten (im März und April 2020) wie folgt:
| Datum          | Infektionen (kumuliert) nach Mitteilungen der Regierung | Zuwachs Infizierte / 24h absolut | Zuwachs Infizierte / 24h in % |
| -------------- | ------------------------------------------------------- | -------------------------------- | ----------------------------- |
| 3. Mär. 2020   | 1                                                       | + 1                              | 100 %                         |
| 4. Mär. 2020   | 1                                                       | 0                                | 0                             |
| 5. Mär. 2020   | 1                                                       | 0                                | 0                             |
| 6. Mär. 2020   | 1                                                       | 0                                | 0                             |
| 7. Mär. 2020   | 1                                                       | 0                                | 0                             |
| 8. Mär. 2020   | 1                                                       | 0                                | 0                             |
| 9. Mär. 2020   | 1                                                       | 0                                | 0                             |
| 10. Mär. 2020  | 1                                                       | 0                                | 0                             |
| 11. Mär. 2020  | 3                                                       | + 2                              | 200 %                         |
| 12. Mär. 2020  | 4                                                       | + 1                              | 33,3 %                        |
| 13. Mär. 2020  | 5                                                       | + 1                              | 25 %                          |
| 14. Mär. 2020  | 7                                                       | + 2                              | 40 %                          |
| 15. Mär. 2020  | 7                                                       | 0                                | 0                             |
| 16. Mär. 2020  | 12                                                      | + 5                              | 71,4 %                        |
| 17. Mär. 2020  | 19                                                      | + 7                              | 58,3 %                        |
| 18. Mär. 2020  | 28                                                      | + 11                             | 47,4 %                        |
| 19. Mär. 2020  | 28                                                      | 0                                | 0                             |
| 20. März. 2020 | 37                                                      | + 9                              | 32,1 %                        |
| 21. März. 2020 | 44                                                      | + 7                              | 18,9 %                        |
| 22. März. 2020 | 46                                                      | + 2                              | 4,5 %                         |
| 23. März. 2020 | 51                                                      | + 5                              | 10,9 %                        |
| 24. Mär. 2020  | 51                                                      | 0                                | 0                             |
| 25. März. 2020 | 53                                                      | + 2                              | 3,9 %                         |
| 26. März. 2020 | 56                                                      | + 3                              | 5,7 %                         |
| 27. März. 2020 | 60                                                      | + 4                              | 7,1 %                         |
| 28. März. 2020 | 61                                                      | + 1                              | 1,7 %                         |
| 29. März. 2020 | 62                                                      | + 1                              | 1,6 %                         |
| 30. März. 2020 | 64                                                      | + 2                              | 3,2 %                         |
| 31. März. 2020 | 68                                                      | + 4                              | 6,3 %                         |

| Datum           | Infektionen (kumuliert) nach Mitteilungen der Regierung | Zuwachs Infizierte / 24h absolut | Zuwachs Infizierte / 24h in % |
| --------------- | ------------------------------------------------------- | -------------------------------- | ----------------------------- |
| 1. April. 2020  | 72                                                      | + 4                              | 5,9 %                         |
| 2. April. 2020  | 75                                                      | + 3                              | 4,2 %                         |
| 3. April. 2020  | 76                                                      | + 1                              | 1,3 %                         |
| 4. April. 2020  | 77                                                      | + 1                              | 1,3 %                         |
| 5. April. 2020  | 77                                                      | 0                                | 0,0 %                         |
| 6. April. 2020  | 77                                                      | 0                                | 0,0 %                         |
| 7. April. 2020  | 78                                                      | + 1                              | 1,3 %                         |
| 8. April. 2020  | 78                                                      | 0                                | 0,0 %                         |
| 9. April. 2020  | 79                                                      | + 1                              | 1,3 %                         |
| 10. April. 2020 | 79                                                      | 0                                | 0,0 %                         |
| 11. April. 2020 | 79                                                      | 0                                | 0,0 %                         |
| 12. April. 2020 | 80                                                      | + 1                              | 1,3 %                         |
| 13. April. 2020 | 80                                                      | 0                                | 0,0 %                         |
| 14. April. 2020 | 80                                                      | 0                                | 0,0 %                         |
| 15. April. 2020 | 80                                                      | 0                                | 0,0 %                         |
| 16. April. 2020 | 80                                                      | 0                                | 0,0 %                         |
| 17. April. 2020 | 81                                                      | + 1                              | 1,3 %                         |
| 18. April. 2020 | 81                                                      | 0                                | 0,0 %                         |
| 19. April. 2020 | 81                                                      | 0                                | 0,0 %                         |
| 20. April. 2020 | 81                                                      | 0                                | 0,0 %                         |
| 21. April. 2020 | 81                                                      | 0                                | 0,0 %                         |
| 22. April. 2020 | 81                                                      | 0                                | 0,0 %                         |
| 23. April. 2020 | 81                                                      | 0                                | 0,0 %                         |
| 24. April. 2020 | 82                                                      | +1                               | 1,2 %                         |
| 25. April. 2020 | 82                                                      | 0                                | 0,0 %                         |
| 26. April. 2020 | 82                                                      | 0                                | 0,0 %                         |
| 27. April. 2020 | 82                                                      | 0                                | 0,0 %                         |
| 28. April. 2020 | 82                                                      | 0                                | 0,0 %                         |
| 29. April. 2020 | 82                                                      | 0                                | 0,0 %                         |
| 30. April. 2020 | 82                                                      | 0                                | 0,0 %                         |

### Liechtenstein im internationalen Vergleich
Am 23. März 2020 war Liechtenstein mit bislang 51 bestätigten Fällen auf 38.650 Einwohnern eines der Länder mit den meisten Infizierten pro Kopf auf der Welt (0,13 %). Die bis zu diesem Tag bereits 63.927 Infizierten in Italien, das als besonders betroffenes Land der COVID-19-Pandemie gilt, entsprachen beispielsweise 0,11 % der italienischen Bevölkerung, womit Liechtenstein im Vergleich zu Italien am 23. März um 24,39 % höhere Infektionszahlen pro Kopf aufwies.
Bis zum 23. März 2020 wurden in Liechtenstein 750 Verdachtsfälle auf das neuartige Coronavirus getestet. Das entsprach 1,94 % der Bevölkerung von Liechtenstein. Bis zum gleichen Tag wurden in Italien 275.468 Personen auf das Coronavirus getestet, was 0,46 % der italienischen Bevölkerung entspricht. Damit wurden in Liechtenstein im Vergleich zu Italien bis zum 23. März 324,51 % mehr Tests pro Kopf durchgeführt.
In Südkorea (welches im März 2020 als das Land mit den meisten durchgeführten Corona-Tests insgesamt galt; mit durchschnittlich 12.000 Tests pro Tag), wurden bis zum 23. März 2020 insgesamt 348.582 Tests durchgeführt. Dies entsprach zu diesem Zeitpunkt 0,68 % der Bevölkerung von Südkorea. Damit wurden in Liechtenstein im Vergleich zu Südkorea bis zum 23. März 187,41 % mehr Tests pro Kopf durchgeführt.

## Reaktionen und Massnahmen

### Reaktionen und Massnahmen im Gesundheitssystem
In Liechtenstein gilt das schweizerische Epidemiengesetz und die Liste meldepflichtiger Krankheiten wird ebenfalls von der Schweiz übernommen.
Am 28. Februar 2020 stufte der Schweizer Bundesrat die Situation in der Schweiz als «besondere Lage» gemäss Epidemiengesetz ein und verabschiedete die Verordnung über Massnahmen zur Bekämpfung des Coronavirus (COVID-19), die unter anderem Grossveranstaltungen mit mehr als 1'000 Personen verbietet.
Die Liechtensteiner Regierung rief ebenfalls die besondere Lage aus und zog mit der Verordnung vom 28. Februar 2020 über Massnahmen zur Bekämpfung des Coronavirus (COVID-19) (LGBl. 2020 Nr. 72) bei den Einschränkungen für Veranstaltungen nach. Die Massnahmen der Schweiz vom 13. März wurden auch implementiert (LGBl. 2020 Nr. 94).
Am 23. März 2020 gab die Regierung von Liechtenstein mehrere Massnahmen im Gesundheitssystem bekannt. Da aufgrund der steigenden Fallzahlen im Land auch mit weiteren schweren Krankheitsverläufen gerechnet werden müsse, wolle man neben den bisherigen Betten im Liechtensteiner Landesspital weitere Kapazitäten im Haus St. Peter und Paul schaffen, um sich auf diese Situation vorzubereiten. Ebenfalls solle eine «Drive-Through-Testanlage» eingerichtet werden, mit der man Verdachtsfälle in Liechtenstein besser testen könne. Bislang fand die Probenentnahme für Labortests im Landesspital statt. Nach telefonischer Voranmeldung können die zu testenden Verdachtsfälle zukünftig mit ihrem eigenen Auto für die Probenentnahme erscheinen und während des Testvorgangs im Wagen sitzen bleiben. Das Spital könne sich so besser auf den regulären Betrieb konzentrieren. Zusätzlich zu den bestehenden Beatmungsgeräten im Landesspital wurden im Zuge der Corona-Krise im März 2020 fünf weitere Beatmungsgeräte angeschafft. Falls es die Lage erfordere, wolle man darüber hinaus noch weitere Beatmungsplätze im Spital einrichten.
Um den Spitalbetrieb zu entlasten, kündigte die Regierung an, dass die Probenentnahmen für Labortests nur noch bis am Sonntag, den 29. März 2020, im Landesspital stattfinden. Ab Montag, den 30. März 2020, werden die Entnahmen in einer neuen Drive-in-Anlage in der Marktplatzgarage in Vaduz stattfinden. Mit der Drive-in-Anlage könne sich das Spital besser auf die Kernaufgabe im stationären Spitalbetrieb konzentrieren, so die Regierung.

### Grenzschliessungen in Liechtenstein
Am 17. März 2020 wurde im Rahmen der Erklärung des Schweizer Bundesrates einer «ausserordentliche Lage» gemäss Epidemiengesetz sowie unabhängig davon durch eine entsprechende Massnahme der österreichischen Regierung die Grenze Liechtensteins zu Österreich geschlossen.

### Quarantäne und Verbote in Liechtenstein

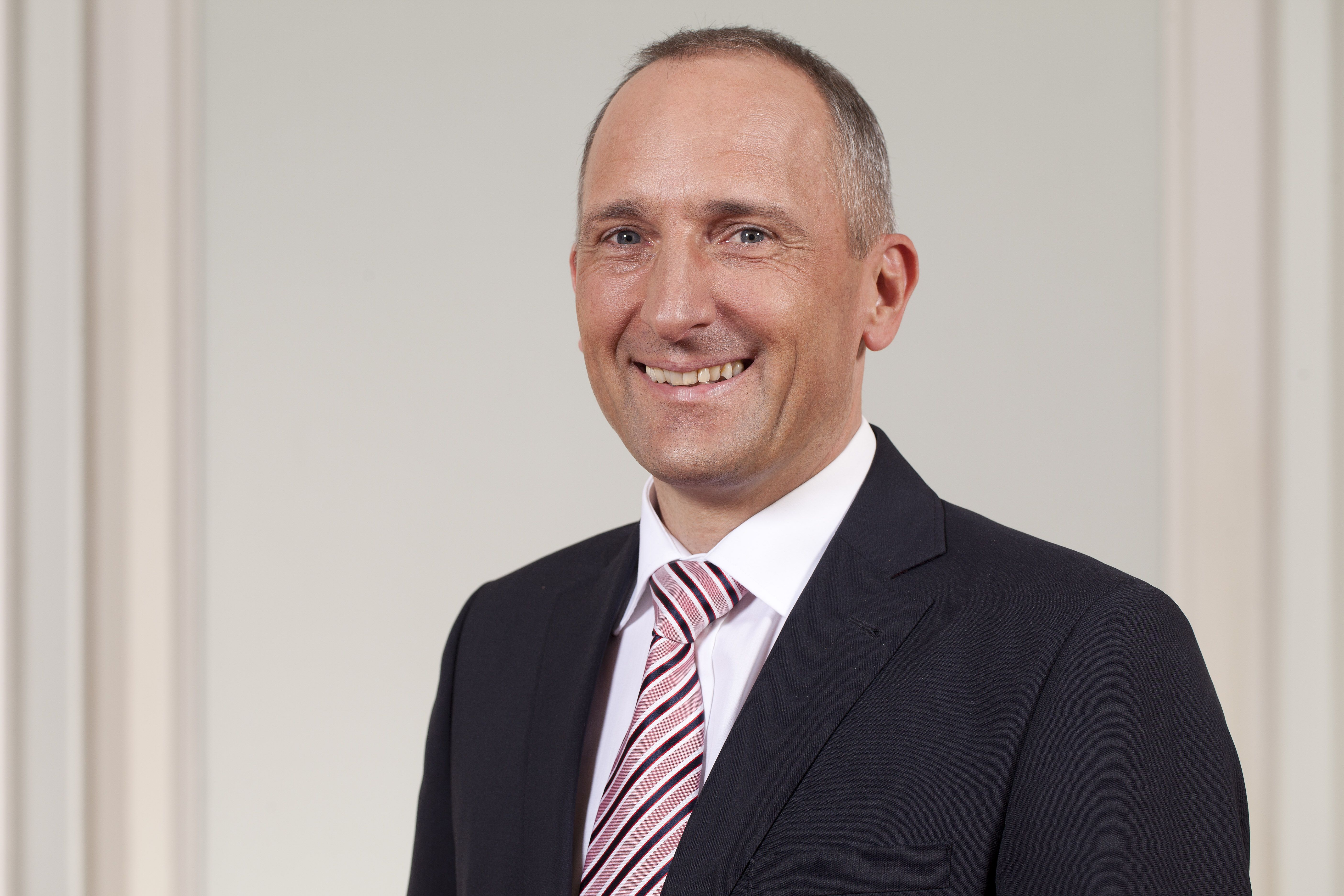
Adrian Hasler, Regierungschef des Fürstentums, rief die Bevölkerung mehrfach zur dringenden Einhaltung der im März 2020 gegen das Corona-Virus beschlossenen Massnahmen auf

Am 11. März 2020 wurde von der Regierung in Liechtenstein ein Besuchsverbot in Pflegeheimen erlassen. Dieses trat ab sofort in Kraft und sollte mindestens bis zum 25. März 2020 gelten.
Am 13. März 2020 wurden von der Regierung in Liechtenstein Veranstaltungen mit mehr als 100 Teilnehmern verboten. Diese sollten abgesagt oder verschoben werden. In Restaurants, Casinos, Bars und Diskotheken wurde die Anzahl der Gäste auf 50 Personen beschränkt. Die Regelung sollte ursprünglich bis zum 30. April gelten.
Ab 13. März 2020 wurden ebenfalls alle öffentlichen und privaten Bildungseinrichtungen sowie ausserhäusliche Kinderbetreuungseinrichtungen und Spielgruppen geschlossen. Bis zum Freitag, den 20. März 2020, wurden noch Übergangslösungen für besondere Betreuungsfälle beschlossen. Die Bildungseinrichtungen sollen gemäss der Regierung von Liechtenstein mindestens bis zum 9. April geschlossen bleiben.
Bereits ab dem 16. März kündigte Liechtenstein an, ein Verbot für Versammlungen von über fünf Personen zu erlassen. Eine bisheriges Verbot ab 100 Teilnehmern wurde damit verschärft. Zudem sollten alle Unterhaltungs- und Freizeitbetriebe geschlossen werden. Dazu gehören nebst allen öffentlichen und privaten Museen, Kursen und Weiterbildungen, Casinos und Spielsalons auch Jugendzentren, Sportstätten und Sport-, Fitness- und Wellnesszentren, Hallenbäder sowie die Bergbahnen Malbun. Darüber hinaus wurden ab dem 16. März auch alle Kinderbetreuungseinrichtungen oder Spielgruppen geschlossen. Die Regierung verzichtete dabei aber auf eine Erklärung der «ausserordentlichen Lage» gemäss Epidemiengesetz.
Ab Dienstag, den 17. März 2020, wurde im Nachgang zum Entscheid der Schweiz von der Liechtensteinischen Regierung ebenfalls der Betrieb von Restaurants, Bars, Diskotheken und Nachtclubs vollständig untersagt. Ebenfalls eingestellt wurden öffentlichen Gottesdienste, alle Unterhaltungs- und Freizeitbetriebe (Liechtensteiner Museen, Weiterbildungskurse, Casinos, Jugendzentren, Sportstätten, Fitnesszentren, Hallenbäder etc.).
Als weitere Verschärfung der Massnahmen beschloss die Regierung von Liechtenstein am 20. März 2020 ein Verbot von Ansammlungen von mehr als fünf Personen. Der genaue Beginn der Massnahme werde noch bekannt gegeben. Wie die Regierung am 21. März verkündete, gilt dieses Verbot in Liechtenstein ab dem 22. März 2020: In der Folge dürfen sich nicht mehr als 5 Personen treffen. Wer dagegen verstosse, müsse laut Regierung mit empfindlichen Bussen rechnen.
Am 21. März 2020 äusserte der Regierungschef des Fürstentums, Adrian Hasler, dass er eine Ausgangssperre in Liechtenstein verhindern wolle. Hierzu sei es jedoch notwendig, dass die Bevölkerung die von der Regierung beschlossenen Massnahmen gegen das Corona-Virus von sich aus umsetze. Eine Ausgangssperre sei stand jetzt aber nicht auszuschliessen, so Hasler im Gespräch mit Radio Liechtenstein.

### Aufhebung bestehender Verbote
Am 26. März 2020 wurde von der Regierung und dem Amt für Strassenverkehr beschlossen, mehrere strassenverkehrsrechtliche Vorschriften vorläufig anzupassen oder aufzuheben. Unter anderem wurde das Sonntags- und Nachtfahrverbot in Liechtenstein teilweise aufgehoben. Konkret gehe es laut Regierung um die Nutzung des ursprünglichen Gesamtgewichts für Schwerfahrzeuge, das Sonntags- und Nachtfahrverbot für Schwerfahrzeuge und die Lenk- und Ruhezeiten von Berufschauffeuren. Die beschlossenen Massnahmen dienten zur Gewährleistung der wirtschaftliche Landesversorgung.

### Absage von Veranstaltungen
Die von März bis Mai 2020 geplanten öffentlichen Veranstaltungen in Liechtenstein wurden nahezu vollständig abgesagt oder verschoben.
Am 23. März 2020 wurde bekanntgegeben, dass eine monatliche Sitzung des Landtags im April abgesagt wird. Möglich sei diese Massnahme, da in der April-Sitzung nur wenige und auch nur Tagesordnungspunkte von geringer Bedeutung vorgesehen waren, so der Landtagspräsident Albert Frick, der als weitere Begründung erwähnte:

«Die Pause erlaubt es uns, die weitere Entwicklung der Krise zu beobachten und allenfalls zusätzliche Sicherheitsmassnahmen und Regelungen für Landtagssitzungen vorzusehen.»

### Reaktionen von Geschäften und Unternehmen
Ab dem 19. März 2020 blieben die meisten Geschäfte in Liechtenstein geschlossen. Am Vortag, dem 18. März, öffneten einzelne Geschäfte daher noch bis kurz vor Mitternacht.
Ab dem 20. März 2020 nahm die Liechtensteinische Post bis auf Weiteres in Postfilialen und bei Postpartnern in Liechtenstein keine Briefe und Pakete nach China mehr entgegen. Am 20. März 2020 wurde bekannt, dass Liechtensteiner Zahnärzte bis zum 30. April nur noch Notfälle behandeln.
Im Zuge der Corona-Krise führten Lebensmittelhändler in Liechtenstein, die ihr Geschäft nicht schliessen mussten, zunehmend Lieferdienste ein. Damit wolle man auch Personen aus den Risikogruppen unterstützen, um ihnen einen Gang zum Supermarkt zu ersparen. Bei nur wenigen Produkten gebe es derzeit Lieferengpässe. Die Lieferketten seien nur vorübergehend ein Problem gewesen, vor allem bedingt durch Hamsterkäufe, die laut Regierungsrätin Dominique Hasler nicht notwendig, sondern kontraproduktiv seien.

### Öffentliche Aufrufe in Liechtenstein
Die Regierung von Liechtenstein rief am 13. März 2020 dazu auf, dass Kinder möglichst von unnötigen Besuchen bei ihren Grosseltern Abstand nehmen sollten, um diese besonders vom Virus gefährdete Gruppe vor möglichen Infektionen zu schützen. Daneben wurde dazu aufgerufen, auf Auslandsreisen so weit wie möglich zu verzichten.
Mauro Pedrazzini, Minister für Gesellschaft in Liechtenstein, rief am 18. März 2020 zu Schnaps-Spenden beim Landeswerkhof auf, damit daraus Desinfektionsmittel hergestellt werden kann. Sein Aufruf wurde auch im Ausland thematisiert und in Liechtensteiner Medien unter anderem als «Schnapskollekte» bezeichnet. Die Idee wurde in der Folge tatsächlich umgesetzt: Bis Freitag, den 20. März 2020, wurden nach zwei Tagen bereits 1'200 Liter Schnaps für die Herstellung von Desinfektionsmitteln gespendet. Eine liechtensteinische Destillerie in Eschen begann mit der Herstellung von hochprozentigem Alkohol für die Produktion von etwa 500 Litern Desinfektionsmitteln. Einer zweiten Brennerei in Triesen, die sich mit dem Umbrand von Restbeständen ebenfalls an der Herstellung von Desinfektionsmitteln beteiligen wollte, wurde dies von der Eidgenössischen Zollverwaltung untersagt, da sie seit dem vergangenen Jahr keine gültige Brennkonzessionen mehr besitze.
Die Landespolizei Liechtenstein startete am 21. März 2020 die Sensibilisierungskampagne «Zuhause bleiben!» und wandte sich damit vor allem an die Jugendlichen des Landes, an deren Ehre sie in Jugendsprache appellierte (u. a. «Sei ein Ehrenmann/eine Ehrenfrau, bleib zu Hause!»). Die Landespolizei gab als Begründung an, in den vergangenen Tagen durch Ansammlungen von Jugendlichen vermehrt Verstösse gegen das Versammlungsverbot festgestellt zu haben. Die betroffenen Jugendlichen seien in dieser Angelegenheit recht unbekümmert und hätten die Gefahr der Coronavirus-Pandemie teilweise nicht erkannt oder nicht erkennen wollen.

### Corona Hilfe Liechtenstein
Die Idee zum Nachbarschaftsnetzwerk Corona Hilfe Liechtenstein stammte ursprünglich von vier Privatpersonen aus Liechtenstein, die zufälligerweise in einer Internetgruppe zum Thema Corona in Liechtenstein Bekanntschaft schlossen. Daraufhin gründeten diese am 13. März 2020 das Netzwerk Corona Hilfe Liechtenstein als eine Art Nachbarschaftshilfe. Das Netzwerk setzte sich das Ziel, die Grundversorgung von Menschen, die einer Risikogruppe angehören, erkrankt sind oder sich in Quarantäne befinden, in den kommenden Wochen sicherzustellen. Wichtig war den Initiatoren dabei, dass die dringend benötigte Hilfe auch ausserhalb des Internets vermittelt werden könne. Ihre Sorge bestand darin, dass die bis dahin im Internet geäusserten Hilfsangebote die Mitglieder der Risikogruppen möglicherweise nicht erreichen könne. Aufgrund dieser Überlegungen richteten die Privatpersonen am 14. März 2020 eine Webseite ein, auf der die Möglichkeit geschaffen wurde, dass Privatpersonen ihre Hilfsangebote in eine Liste eintragen können. Von Beginn an war dabei eine Zusammenarbeit mit den Behörden angestrebt. Nach Bekanntwerden dieser Hilfsaktion kam die öffentliche Hand auf die Initiatoren zu und man einigte sich auf eine Zusammenarbeit. Gemeinsam erarbeiteten Vertreter des Landes Liechtenstein, Führungsorgane der elf Gemeinden des Landes und die Initiatoren (auf ehrenamtlicher Basis) in der Woche ab dem 16. März 2020 ein Konzept für das nachbarschaftliche Helfernetzwerk auf Gemeindeebene. Zunächst wurden dringende Hilfegesuche noch privat vermittelt.
Seit dem 24. März 2020 liegt die Hilfsvermittlung in der öffentlichen Hand, die für die Corona Hilfe Liechtenstein in allen elf Gemeinden jeweils spezielle Corona-Hilfe-Telefone einrichtete. Bis zum 25. März 2020 beteiligten sich bereits etwa 500 Liechtensteiner als Helfer bei der neuen Form der Nachbarschaftshilfe. Wenn Menschen in der Folge aus irgendeinem Grund an das Haus gebunden seien, können sie über die Corona Hilfe Liechtenstein eine Anlaufstelle finden. Die Hilfe könne beispielsweise aus Botengängen, Essenslieferungen oder anderen Formen der Unterstützung bestehen. Die ursprüngliche Privatinitiative ist seit der Staffelübergabe an die Gemeinden nur noch für die Bereitstellung der Helferliste als auch für die weitere Akquisition von Helfern verantwortlich. Darüber hinaus betreibt diese eine Internetgruppe als Plattform, bei der sich bis Ende März 2020 bereits mehrere Tausend Mitgliedern für den konstruktiven Austausch zusammenschlossen.

### Reaktionen und Massnahmen im Bildungssystem

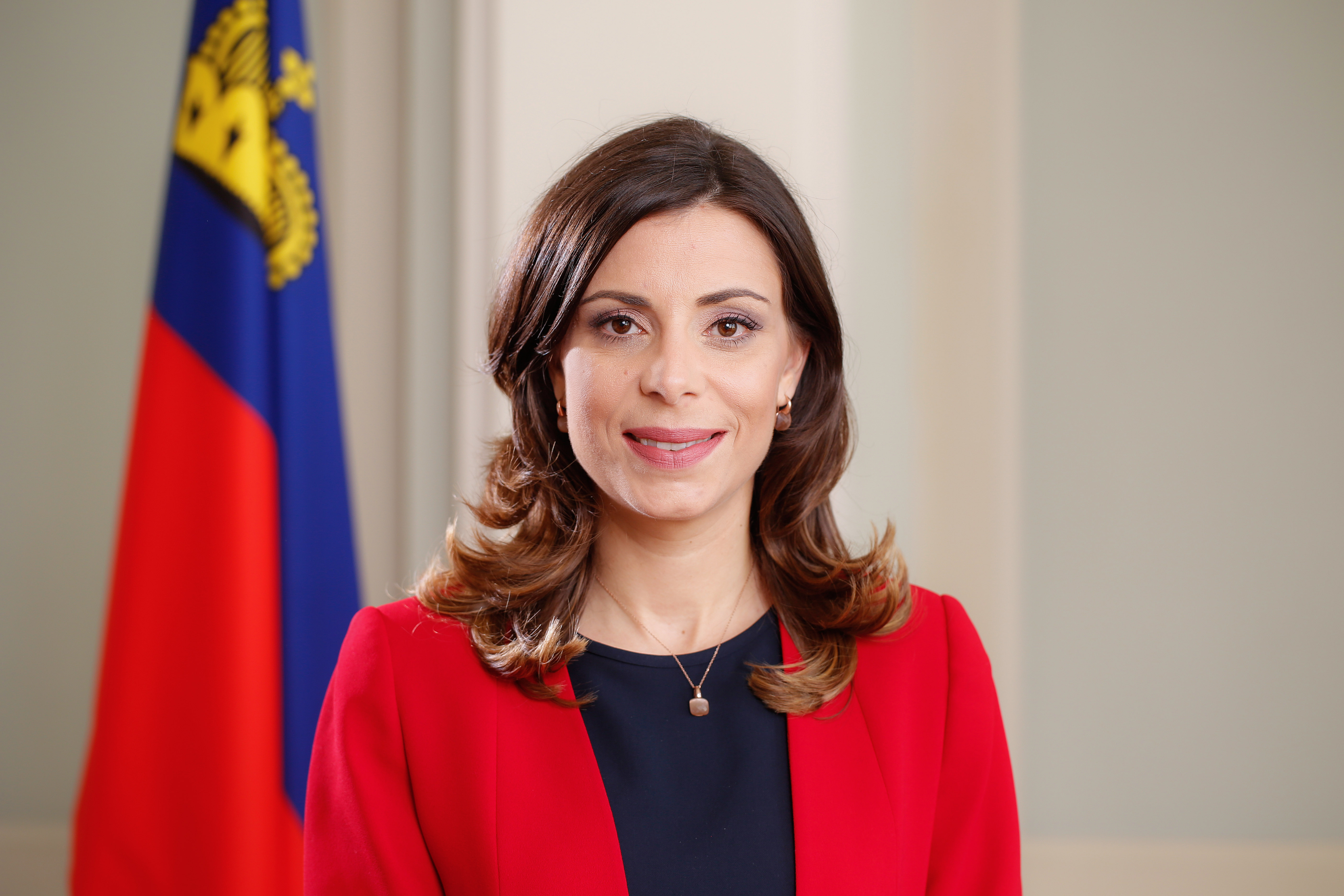
Dominique Hasler, zuständige Bildungsministerin im Ministerium für Inneres, Bildung und Umwelt, sicherte zu, dass das Schuljahr 2019/20 aufgrund der Corona-Krise von den Schülern nicht wiederholt werden müsse. Fernunterricht sei stattdessen geboten.

Auf einer Pressekonferenz am 24. März 2020 informierte die Bildungsministerin Dominique Hasler über die «coronabedingten Massnahmen» im liechtensteinischen Bildungssystem. Durch angeordnete Schulschliessungen stehe die Digitalisierung der Schulen und ein für alle Pädagogen neuer Fernunterricht mit überfachlichen Kompetenzen im Vordergrund. In diesen schwierigen Zeiten gelte es, tägliche Herausforderungen in den Familien zu meistern, beispielsweise zu Hause helfen, den Alltag gemeinsam mit den Elten zu strukturieren, eine Woche zu planen, aber auch soziales Miteinander auf zum Teil engen Wohnraum in schwierigen Zeiten zu gestalten, so Hasler. Als Beispiele für die durch die Corona-Krise bedingten neuen Unterrichtsformen nannte Hasler den Sportunterricht per Skype oder das Führen eines Lerntagebuchs. Durch die Einführung eines neuen Schulplans seien bereits viele Schulteams mit dem digitalen Lernen beschäftigt, was sich in diesen Zeiten als Vorteil erweise, ergänzte Arnold Kind, Leiter des liechtensteinischen Schulamts.
Wegen der Coronavirus-Pandemie sind in Liechtenstein alle Bildungs- und Betreuungseinrichtungen seit dem 16. März 2020 geschlossen. Seither findet Fernunterricht statt. Um den Schülern und Eltern mögliche Sorgen zu nehmen, äusserte sich Bildungsministerin Dominique Hasler am 25. März 2020 im Gespräch mit Radio Liechtenstein wie folgt:

«Das Schuljahr in Liechtenstein muss wegen der Corona-Krise nicht wiederholt werden.»

Für Liechtensteins Bildungsministerin Dominique Hasler sei klar, dass aus der Coronavirus-Pandemie kein Nachteil für die schulische Laufbahn entstehen dürfe. Der Bildungsauftrag könne durch individuelle Förderung der Schülerinnen und Schüler auch auf anderem Wege erreicht werden.
Aufgrund der stabilen epidemiologischen Entwicklung wurde der Präsenzunterricht ab dem 8. Juni 2020 wieder auf allen Schulstufen zur Regel.

### Wirtschaftspolitische Massnahmen der Regierung Liechtensteins

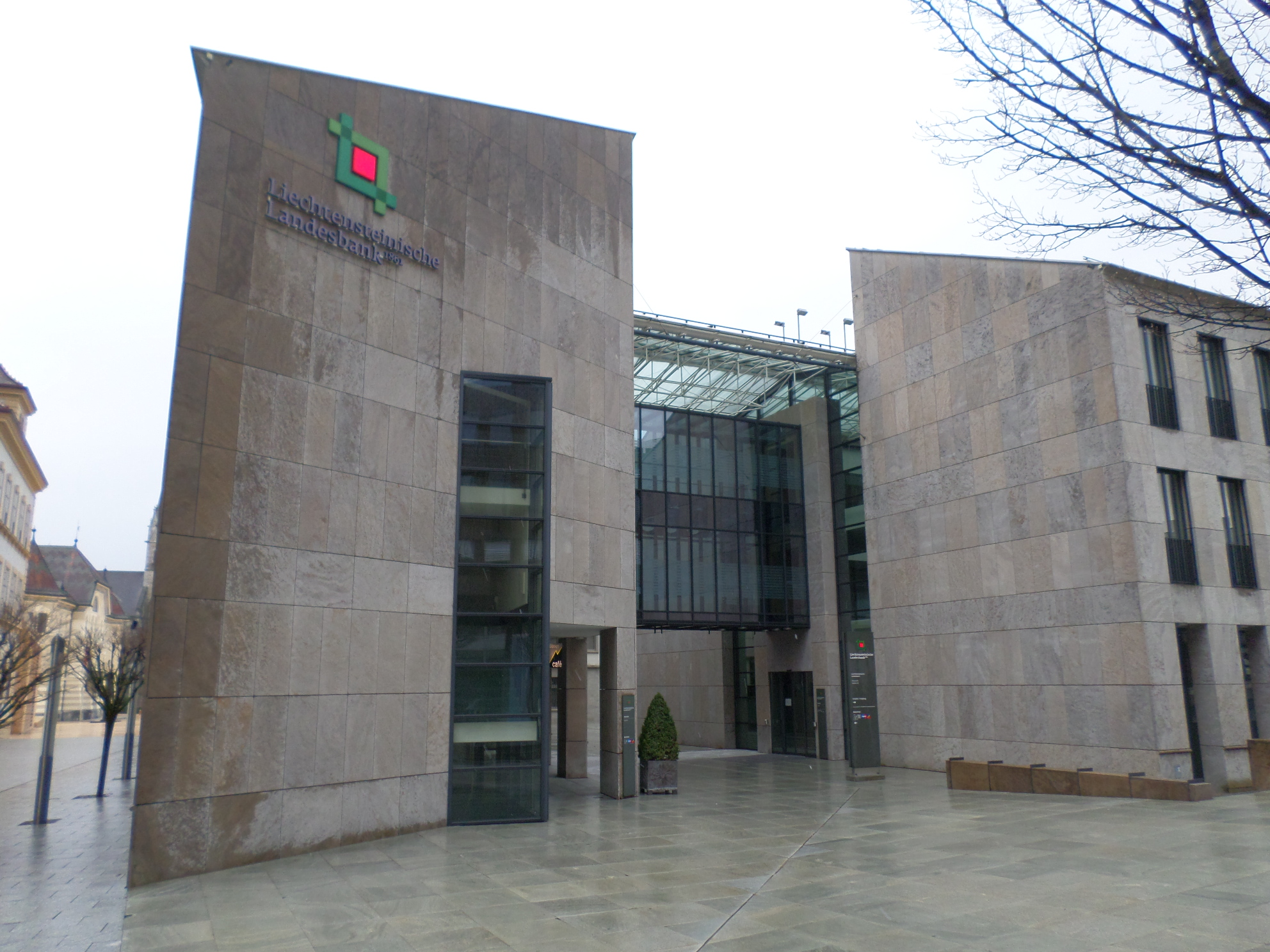
Über die Liechtensteinische Landesbank werden die Massnahmenpakete der Regierung zur Abfederung der wirtschaftlichen Folgen der Corona-Krise gesteuert.

Am 13. März 2020 wurde von der Liechtensteinischen Regierung beschlossen, die Kurzarbeitsentschädigung zur Sicherung von Arbeitsplätzen im Land zu lockern. Bereits ab dem 17. März 2020 wurde zur Finanzierung der steigenden Kurzarbeitsauszahlungen ein ausserordentlicher Landesbeitrag von 50 Millionen Franken auf den Weg gebracht.
Am 19. März 2020 verabschiedete die Regierung Liechtensteins ein Massnahmenpaket über 100 Millionen Franken zur Abfederung der wirtschaftlichen Folgen des Coronavirus. Bei einem Sonderlandtag am 20. März 2020 wurde das Massnahmenpaket zur Unterstützung der Wirtschaft einstimmig genehmigt. Die beschlossenen Massnahmen sollten ab 23. März 2020 umgesetzt werden um vor allem besonders betroffene Unternehmen zu unterstützen. Oberstes Ziel dieser staatlichen Unterstützung sei die Sicherung von Arbeitsplätzen. Um möglichen Liquiditätsengpässen von liechtensteinischen Unternehmen entgegenzuwirken, wurde als zusätzliche Massnahme die Schaffung eines Gesetzes über die befristete Gewährung einer Ausfallgarantie zur Vergabe von liquiditätssichernden Krediten beschlossen. Diese Kredite werden durch die Liechtensteinische Landesbank vergeben. Das Land gewährt den Unternehmen auf diese Weise ab dem 23. März 2020 eine Ausfallgarantie zu Gunsten der Landesbank in Höhe von 25 Millionen Franken. Die Gemeinden von Liechtenstein sicherten zu, das Massnahmenpaket der Regierung um weitere 20 Millionen Franken zu unterstützen.
Die Liechtensteinische Landesbank wird ab dem 23. März 2020 die vom Landtag genehmigten 25 Millionen Franken an Überbrückungsliquidität für Kleine und mittlere Unternehmen (KUM) bereithalten, die von der Corona-Krise besonders betroffen sind.

«Die LLB ist sich ihrer volkswirtschaftlichen Stellung und besonderen Verantwortung in Liechtenstein bewusst. Für uns ist es deshalb selbstverständlich, in dieser historisch herausfordernden Situation unseren Beitrag zur Bewältigung der gegenwärtigen Krise zu leisten. Als führende Bank für KMU in Liechtenstein bringen wir die Erfahrung, das Know-how und das Netzwerk mit, um tragfähige Lösungen für den Wirtschaftsstandort Liechtenstein umsetzen zu können.»

Um auch Einzelunternehmern zu helfen, beschlossen die Regierung und der Landtag von Liechtenstein Soforthilfen bis zu maximal 4'000 Franken pro Monat, die nicht zurückbezahlt werden müssen. Diese sollen den kleinen Betrieben in der Not helfen. Das Amt für Volkswirtschaft gab auf seiner Webseite an, wer Anspruch darauf habe. Die Betriebe müssen hierfür die folgenden Bedingungen erfüllen:
- Der inländische Betrieb müsse von einer Betriebsschliessung aufgrund der Corona-Verordnung betroffen sein.
- Unterstützungsberechtigt seien Selbstständige, die im Haupterwerb als Einzelunternehmer oder Geschäftsführer/Gesellschafter eines Kleinstunternehmens tätig seien.
- Die Person, die für das Unternehmen die Unterstützung beantrage, müsse ihre Tätigkeit für dieses Unternehmen hauptberuflich ausüben.

Das entsprechende Antragsformular solle bald zur Verfügung stehen. Die Unterstützung solle ab Beginn des Monats April 2020 ausbezahlt werden. Am 25. März 2020 wurde bekannt, dass die vom Sonderlandtag am 20. März beschlossenen Hilfsmassnahmen auch für die Kulturinstitutionen und Kulturakteure gelten sollen, da der Kulturbetrieb in Liechtenstein zum Stillstand gekommen sei. Andernfalls müsse wegen der zahlreichen Veranstaltungsabsagen und dem Shutdown im Kulturbetrieb von existenzbedrohenden Folgen für Künstlerinnen und Künstler und insbesondere für kleinere Einrichtungen und Vereine ausgegangen werden. Dies wolle man bewusst verhindern.
Am 20. Dezember 2020 wurden jegliche Veranstaltungen bis zum 24. Januar 2021 verboten. Ausserdem wurde per Verordnung der Sportbetrieb in Innenräumen verboten so wie der Gastronomie betrieb untersagt.

## Internationale Reaktionen
Per 11. März 2020 dürfen Bürger aus Liechtenstein grundsätzlich nicht mehr in die Vereinigten Staaten einreisen. Das Einreiseverbot gelte laut Ministerium für Innere Sicherheit der Vereinigten Staaten für all jene Ausländer, die sich in den 14 Tagen vor ihrer Einreise in die Vereinigten Staaten in einem der 26 Schengen-Staaten befanden. Somit war auch Liechtenstein von der Ankündigung betroffen, die zunächst missverständlich formuliert wurde.
Per 17. März 2020 schloss Österreich seine Grenze vom Bundesland Vorarlberg zu Liechtenstein. Die Grenzübergänge von Vorarlberg nach Liechtenstein bleiben nur noch für Berufspendler und den Warenverkehr ohne grössere Einschränkungen passierbar. Zuvor kündigte der österreichische Innenminister Karl Nehammer bereits am 13. März 2020 an, verstärkte Kontrollen an der Grenze zu Liechtenstein und anderer Nachbarländer durchzuführen.

## Kritik
In Liechtenstein waren Gesichtsmasken bereits Ende Januar 2020 ausverkauft und konnten auch nicht nachbestellt werden. In die Kritik geriet Deutschland, da der deutsche Zoll die Ausfuhr von Schutzausrüstung auf Anordnung der deutschen Bundesregierung stoppte. Nachdem dies bereits zu internationalen Verwerfungen führte, will die EU-Kommission in Kürze eine neue Verordnung oder zumindest Leitlinien erlassen, welche die Mitgliedsstaaten anweisen, Exporte auch in die EWR/EFTA-Staaten (darunter Liechtenstein) von der Bewilligungspflicht auszunehmen und Ausfuhren nicht länger zu blockieren.